# Якшич, Ана
Ана Якшич (серб. Ана Јакшић; род. 10 марта 1998, Белград, СР Югославия) — сербская волейболистка, связующая.

## Биография
Профессиональная волейбольная карьера Аны Якшич началась в 2014 году, когда 16-летняя спортсменка была включена в состав белградской «Црвены Звезды», с которой в дебютном сезоне стала бронзовым призёром чемпионата Сербии. С перерывами в этой команде волейболистка провела 5 сезонов, а также выступала и за другие сербские команды — ТЕНТ из Обреноваца, «Уб» и столичную «Раднички». В их составах становилась чемпионкой страны и 5 раз призёром национальных первенств Сербии.
В 2022—2023 выступала за китайский клуб Шэньчжэня, а после окончания чемпионата Китая доигрывала сезон во французском «Волеро Ле-Канне», выиграв в его составе «золото» чемпионата Франции, после чего вернулась в Сербию. В январе 2025 заключила контракт с российским «Протоном», но в феврале того же года по взаимной договорённости с клубом этот контракт был расторгнут и Якшич перешла в турецкий «Кечлёрен».
В 2015—2017 Якшич играла за юниорскую и молодёжную сборные Сербии, в составах которых становилась серебряным призёром чемпионата Европы среди девушек 2015, молодёжного чемпионата Европы 2016 и Европейского юношеского Олимпийского фестиваля 2015, а также принимала участие в чемпионате мира среди девушек 2015 и молодёжном чемпионате мира 2016. В 2021 и 2022 годах в составе национальной сборной Сербии выступала в розыгрышах Лиги наций. 

### Клубная карьера
- 2014—2017 —  «Црвена Звезда» (Белград);
- 2017—2018 —  ТЕНТ (Обреновац);
- 2018—2019 —  «Црвена Звезда» (Белград);
- 2019—2021 —  ТЕНТ (Обреновац);
- 2021—2022 —  «Уб» (Уб);
- 2022—2023 —  «Шэньчжэнь Чжунсай» (Шэньчжэнь);
- 2023 —  «Волеро Ле-Канне» (Ле-Канне);
- 2023—2024 —  «Црвена Звезда» (Белград);
- 2024 —  «Раднички» (Белград);
- 2025 —  «Протон» (Саратов);
- с 2025 —  «Кечлёрен Беледьеши Сигорта» (Анкара).

## Достижения

### Со сборными Сербии
- серебряный призёр молодёжного чемпионата Европы 2016.
- серебряный призёр чемпионата Европы среди девушек 2015.
- серебряный призёр Европейского юношеского Олимпийского фестиваля 2015.

### С клубами
- чемпионка Сербии 2020;
  - двукратный серебряный (2021, 2022) и 3-кратный бронзовый (2015, 2017, 2019) призёр чемпионатов Сербии.
- серебряный призёр розыгрыша Кубка Сербии 2019.
- бронзовый призёр чемпионата Китая 2023.
- чемпионка Франции 2023.

### Индивидуальные
- 2020: лучшая связующая чемпионата Сербии.